# Битка код Плиске
Битка код Плиска одиграла се 26. јула 811. године у клисурама Моезије између Византије и Бугарске под каном Крумом. Битка је завршена великом победом Бугара и смрћу византијског цара Нићифора.

## Позадина
Карлово уништење Авара ослободило је Бугаре од аварског јарма. Тада почиње нагло јачање њихове државе. Бугари су се реком Тисом граничили са Франачким царством. На бугарски престо тада долази Крум, поглавар панонских Бугара, ратник жељан освајања и славе. Као брану бугарском краљевству Византија је подигла снажну линију тврђава чије су најзначајније тачке биле: Девелт, Дринопоље, Филипољ и Сердика. У пролеће 809. године Крум осваја Сердику, тврђаву је порушио, а посаду побио. Византијски цар Нићифор одмах креће у Сердику да подигне нову тврђаву.
Нићифоров велики противнапад уследио је две године касније, након дугих припрема које су обухватале и пресељење малоазијских стратиота на словенска подручја Балкана. У пролеће 811. године Нићифор прелази границу, руши бугарску престоницу Плиску и спаљује Крумову палату не обазирући се на мировне понуде Крума. Понизне понуде за мир цар је поново одбио; решио је да заврши са Бугарском и кренуо је за каном Крумом који је побегао у планине.

## Битка
У планинским превојима, Крум је опколио византијску војску и побио готово све војнике. Сам цар Нићифор погинуо је у борби. Од цареве лобање Крум је направио пехар из кога је на гозбама наздрављао својим бољарима.

## Последице
Пораз Византије у бици код Плиске имао је несагледиве последице. Још тежи од војног пораза био је ударац који је доживео углед Византије. Још од погибије цара Валенса у бици код Хадријанопоља 378. године, византијски цар није пао у варварске руке. Византијска моћ била је сломљена, а Крум који је пре битке молио за мир сада је славио победу. За царство су наступиле тмурне године.